# Metacirolana ponsi
Metacirolana ponsi là một loài chân đều trong họ Cirolanidae. Loài này được Jaume & Garcia miêu tả khoa học năm 1992.